# Parafia św. Bartłomieja Apostoła w Mogilanach
Parafia Świętego Bartłomieja Apostoła w Mogilanach – rzymskokatolicka parafia należąca do dekanatu Mogilany archidiecezji krakowskiej. 